# Byzantium (film)
Byzantium er en amerikansk film fra 2012 instrueret af Neil Jordan.

## Medvirkende
- Saoirse Ronan som Eleanor
- Gemma Arterton som Clara
- Sam Riley som Darvell
- Johnny Lee Miller som Kaptajnen
- Daniel Mays som Noel
- Caleb Landry Jones som Frank
- Maria Doyle Kennedy som Morag
- Warren Brown som Gareth
- Tom Hollander som Kevin Minton
- Thure Lindhardt som Werner